# 紀伊山地の霊場と参詣道
紀伊山地の霊場と参詣道（きいさんちのれいじょうとさんけいみち）は、和歌山県・奈良県・三重県にまたがる3つの霊場（吉野・大峰、熊野三山、高野山）と参詣道（熊野参詣道、大峯奥駈道、高野参詣道）を登録対象とする世界遺産（文化遺産）。2004年7月7日に登録され、2016年10月26日に登録範囲の「軽微な変更」がなされた。

## 概要
日本では12番目に登録された世界遺産で、近畿地方では5番目にあたる。登録時の規模は、核となるエリアと、その保護のための周辺地域を合わせて日本の世界文化遺産では最大となる1万1865.3ヘクタールにおよぶ。標高1000メートル級の山々が連なる紀伊山地は、太古から自然を神格化して崇める信仰が盛んな地域で、古代の都がおかれた奈良盆地近辺の人々の信仰を集めていた。6世紀に大陸から日本に仏教が伝わってからは、7世紀後半に山岳修行の地となっていき、9世紀に伝わった真言密教は高野山、10世紀から11世紀にかけて盛んになった修験道は吉野・大峰や熊野三山が主な修行の場となった。特に熊野三山は神道の信仰の場でもあった。高野山、吉野・大峰、熊野三山は三大霊場として、神仏習合の思想によって密接なかかわりをもち、各霊場へと結ばれる参詣道として、大辺路、中辺路、小辺路、大峰奥駈道、伊勢路、高野山町石道が整備されていった。
日本の世界遺産で初めて道が登録されたものであり、文化遺産のカテゴリーのなかでも、人間の営みと自然の特異な結びつきを示す名勝・庭園・遺跡などを意味する「文化的景観」にも初めて選ばれた。
2016年（平成28年）10月24日に追加登録、軽微な変更がなされている。

### 登録までの歩み
- 1994年（平成6年）、「東紀州地域活性化事業推進協議会」が設立され、事業の一環として熊野古道現況基礎調査を実施。
- 1997年（平成9年）、和歌山県内の青年達の有志が作った民間団体「『熊野古道』を世界遺産に登録するプロジェクト準備会」の啓蒙活動が始まる。
- 1998年（平成10年）7月25日、シンポジウム「南紀熊野を世界遺産に指定実現を!!」が開催され、熊野三山と熊野古道を世界遺産にしようという機運が高まった[5]。
- 1999年（平成11年）4月29日～9月19日、南紀熊野体験博にて世界遺産登録をアピール。9月、西口勇和歌山県知事（当時）が国に対し熊野三山と熊野古道の世界遺産登録を要請[5]。
- 2000年（平成12年）4月、和歌山県が「世界遺産登録推進室」を設置。6月、「和歌山県世界遺産登録推進本部」と「和歌山県世界遺産登録推進協議会」（さらに細分化し「和歌山県世界遺産登録推進高野地域協議会」「和歌山県世界遺産登録推進熊野地域協議会」）を設置。同月、「高野熊野世界遺産連絡会」設立。夏、「紀伊半島三県知事会議」が開催され、世界遺産範囲を紀伊山地全域に広げ三県（和歌山県・奈良県・三重県）で登録を目指すことを決定[6]。11月17日、国が世界遺産暫定リストに追加することを承認[7]。
- 2001年（平成13年）4月6日、暫定リスト記載[6]。5月、「世界遺産登録推進三県協議会」発足[6]。8月1日、「三重県世界遺産学術調査委員会」設立[8]。9月5～10日、「アジア・太平洋地域における信仰の山の文化的景観に関する専門家会議」開催[9]。
- 2002年（平成14年）5月、「世界遺産登録推進大辺路地域協議会」発足。9月、文化庁へ推薦書を提出[10]。
- 2003年（平成15年）1月27日、推薦書をユネスコ世界遺産センターへ提出し受理される[6]。10月11日〜19日、イコモス（国際記念物遺跡会議）による現地調査[10]。
- 2004年（平成16年）4月9日、世界遺産登録に反対する「『大峰山女人禁制』の開放を求める会」が内閣府に12234筆の署名を提出[11]。
- 2004年（平成16年）7月7日、第28回世界遺産委員会において登録決定[12]。

## 遺産の種別
- 文化遺産
  - 記念工作物
  - 遺跡（文化的景観）

### 登録基準
この世界遺産は世界遺産登録基準のうち、以下の条件を満たし、登録された（以下の基準は世界遺産センター公表の登録基準からの翻訳、引用である）。
- (2) ある期間を通じてまたはある文化圏において、建築、技術、記念碑的芸術、都市計画、景観デザインの発展に関し、人類の価値の重要な交流を示すもの。
- (3) 現存するまたは消滅した文化的伝統または文明の、唯一のまたは少なくとも稀な証拠。
- (4) 人類の歴史上重要な時代を例証する建築様式、建築物群、技術の集積または景観の優れた例。
- (6) 顕著で普遍的な意義を有する出来事、現存する伝統、思想、信仰または芸術的、文学的作品と直接にまたは明白に関連するもの（この基準は他の基準と組み合わせて用いるのが望ましいと世界遺産委員会は考えている）。

具体的には、
- (2) 紀伊山地の文化的景観を形成する記念碑と遺跡は、神道と仏教のたぐいまれな融合であり、東アジアにおける宗教文化の交流と発展を例証する。
- (3) 紀伊山地の神社と仏教寺院は、それらに関連する宗教儀式とともに、1000年以上にわたる日本の宗教文化の発展に関するひときわ優れた証拠性を有する。
- (4) 紀伊山地は神社・寺院建築のたぐいまれな形式の創造の素地となり、それらは日本の紀伊山地以外の寺院・神社建築に重要な影響を与えた。
- (6) と同時に、紀伊山地の遺跡と森林景観は、過去1200年以上にわたる聖山の持続的で並外れて記録に残されている伝統を反映している。

## 登録資産
以下に登録資産の一覧、および、登録資産と日本国内法上の文化財指定の対応を示す。登録資産のうち、「吉野・大峯」、「熊野三山（補陀洛山寺除く）」、「参詣道」のうち「大峯奥駈道」および「熊野参詣道」の一部は吉野熊野国立公園に含まれる。また、「高野山」および「熊野参詣道」の一部は高野龍神国定公園に含まれる。
| 登録資産                 | 登録資産                 | 登録資産                 | 所在地行政区名                                                                                          | 条約上の資産種別 | 条約上の資産種別 |
| 登録資産                 | 登録資産                 | 登録資産                 | 所在地行政区名                                                                                          | 記念工作物 | 遺跡（文化的景観を含む） |
| 登録資産                 | 登録資産                 | 登録資産                 | 所在地行政区名                                                                                          | 日本国内法上の指定状況 | 日本国内法上の指定状況 |
| 登録資産 エリア          | 登録資産名称             | 登録資産名称             | 所在地行政区名                                                                                          | 国宝・重要文化財 | 史跡名勝天然記念物 |
| ------------------------ | ------------------------ | ------------------------ | --- | --- | --- |
| 吉野・大峯               | 吉野山                   | 吉野山                   | 奈良県吉野郡吉野町                                                                                      | - | 史跡及び名勝 「吉野山」 |
| 吉野・大峯               | 吉野水分神社             | 吉野水分神社             | 奈良県吉野郡吉野町                                                                                      | 重要文化財 「吉野水分神社」 | 史跡及び名勝 「吉野山」 |
| 吉野・大峯               | 金峯神社                 | 金峯神社                 | 奈良県吉野郡吉野町                                                                                      | - | 史跡 「大峯奥駈道」 |
| 吉野・大峯               | 金峯山寺                 | 金峯山寺                 | 奈良県吉野郡吉野町                                                                                      | 国宝 「金峯山寺本堂」 「金峯山寺仁王門」 重要文化財 「金峯山寺銅鳥居」 | 史跡及び名勝 「吉野山」 |
| 吉野・大峯               | 吉水神社                 | 吉水神社                 | 奈良県吉野郡吉野町                                                                                      | 重要文化財 「吉水神社書院」 | 史跡及び名勝 「吉野山」 |
| 吉野・大峯               | 大峰山寺                 | 大峰山寺                 | 奈良県吉野郡天川村                                                                                      | 重要文化財 「大峰山寺本堂」 | 史跡 「大峰山寺境内」 |
| 熊野三山                 | 熊野本宮大社             | 熊野本宮大社             | 和歌山県田辺市                                                                                          | 重要文化財 「熊野本宮大社」 | 史跡 「熊野三山」 天然記念物 「熊野速玉大社のナギ」 |
| 熊野三山                 | 熊野速玉大社             | 熊野速玉大社             | 和歌山県新宮市 三重県南牟婁郡紀宝町                                                                     | - | 史跡 「熊野三山」 天然記念物 「熊野速玉大社のナギ」 |
| 熊野三山                 | 熊野那智大社             | 熊野那智大社             | 和歌山県東牟婁郡那智勝浦町                                                                              | 重要文化財 「熊野那智大社」 | 史跡 「熊野三山」 天然記念物 「熊野速玉大社のナギ」 |
| 熊野三山                 | 青岸渡寺                 | 青岸渡寺                 | 和歌山県東牟婁郡那智勝浦町                                                                              | 重要文化財 「那智山青岸渡寺本堂」 「那智山青岸渡寺宝篋印塔」 | 史跡 「熊野三山」 天然記念物 「熊野速玉大社のナギ」 |
| 熊野三山                 | 那智大滝                 | 那智大滝                 | 和歌山県東牟婁郡那智勝浦町                                                                              | - | 名勝 「那智大滝」 |
| 熊野三山                 | 那智原始林               | 那智原始林               | 和歌山県東牟婁郡那智勝浦町                                                                              | - | 天然記念物 「那智原始林」 |
| 熊野三山                 | 補陀洛山寺               | 補陀洛山寺               | 和歌山県東牟婁郡那智勝浦町                                                                              | - | 史跡 「熊野三山」 |
| 高野山                   | 丹生都比売神社           | 丹生都比売神社           | 和歌山県伊都郡かつらぎ町                                                                                | 重要文化財 「丹生都比売神社本殿」 「丹生都比売神社楼門」 | 史跡 「丹生都比売神社境内」 |
| 高野山                   | 金剛峯寺                 | 金剛峯寺                 | 和歌山県伊都郡高野町                                                                                    | 国宝 「金剛峯寺不動堂」 「金剛三昧院多宝塔」 重要文化財 「金剛峯寺大門」 「金剛峯寺山王院本殿」 「金剛峯寺奥院経蔵」 「金剛峯寺徳川家霊台（家康霊屋、秀忠霊屋）」 「佐竹義重霊屋」 「松平秀康及び同母霊室」 「上杉謙信霊屋」 「金剛三昧院経蔵」 「金剛三昧院四所明神社本殿」 「金剛三昧院客殿及び台所」 | 史跡 「金剛峯寺境内」 |
| 高野山                   | 慈尊院                   | 慈尊院                   | 和歌山県伊都郡九度山町                                                                                  | 重要文化財 「慈尊院弥勒堂」 | 史跡 「高野山町石」 |
| 高野山                   | 丹生官省符神社           | 丹生官省符神社           | 和歌山県伊都郡九度山町                                                                                  | 重要文化財 「丹生官省符神社本殿」 | 史跡 「高野山町石」 |
| 参詣道                   | 大峯奥駈道               | 大峯奥駈道               | 奈良県吉野郡吉野町・川上村・黒滝村・天川村・上北山村・下北山村・十津川村・五條市 和歌山県田辺市・新宮市 | 重要文化財 「玉置神社社務所及び台所」 | 史跡 「大峯奥駈道」 天然記念物 「仏経嶽原始林」 「オオヤマレンゲ自生地」                                                                                                |
| 参詣道                   | 熊野参詣道               | 中辺路                   | 和歌山県新宮市・田辺市、東牟婁郡那智勝浦町 三重県南牟婁郡紀宝町                                         | - | 史跡 「熊野参詣道」 （花の窟・七里御浜・熊野川〈熊野本宮大社と熊野速玉大社間〉・つぼ湯〈湯の峰温泉〉を含む） 天然記念物及び名勝 「熊野の鬼ケ城 附 獅子巖」 「闘鶏神社」 |
| 参詣道                   | 熊野参詣道               | 小辺路                   | 奈良県吉野郡野迫川村・十津川村 和歌山県伊都郡高野町・田辺市                                             | - | 史跡 「熊野参詣道」 （花の窟・七里御浜・熊野川〈熊野本宮大社と熊野速玉大社間〉・つぼ湯〈湯の峰温泉〉を含む） 天然記念物及び名勝 「熊野の鬼ケ城 附 獅子巖」 「闘鶏神社」 |
| 参詣道                   | 熊野参詣道               | 大辺路                   | 和歌山県西牟婁郡白浜町・すさみ町                                                                        | - | 史跡 「熊野参詣道」 （花の窟・七里御浜・熊野川〈熊野本宮大社と熊野速玉大社間〉・つぼ湯〈湯の峰温泉〉を含む） 天然記念物及び名勝 「熊野の鬼ケ城 附 獅子巖」 「闘鶏神社」 |
| 参詣道                   | 熊野参詣道               | 伊勢路                   | 三重県尾鷲市・熊野市、度会郡大紀町、北牟婁郡紀北町、南牟婁郡御浜町・紀宝町 和歌山県田辺市・新宮市       | - | 史跡 「熊野参詣道」 （花の窟・七里御浜・熊野川〈熊野本宮大社と熊野速玉大社間〉・つぼ湯〈湯の峰温泉〉を含む） 天然記念物及び名勝 「熊野の鬼ケ城 附 獅子巖」 「闘鶏神社」 |
| 参詣道                   | 高野参詣道               | 町石道                   | 和歌山県伊都郡九度山町・かつらぎ町・高野町                                                              | - | 史跡 「高野参詣道」 （三谷坂に丹生酒殿神社含む） |
| 参詣道                   | 高野参詣道               | 三谷坂                   | 和歌山県かつらぎ町                                                                                      | - | 史跡 「高野参詣道」 （三谷坂に丹生酒殿神社含む） |
| 参詣道                   | 高野参詣道               | 京大坂道不動坂           | 和歌山県高野町                                                                                          | - | 史跡 「高野参詣道」 （三谷坂に丹生酒殿神社含む） |
| 参詣道                   | 高野参詣道               | 黒河道                   | 橋本市・和歌山県九度山町・高野町                                                                        | - | 史跡 「高野参詣道」 （三谷坂に丹生酒殿神社含む） |
| 参詣道                   | 高野参詣道               | 女人道                   | 和歌山県高野町                                                                                          | - | 史跡 「高野参詣道」 （三谷坂に丹生酒殿神社含む） |
| 国内法上の指定文化財件数 | 国内法上の指定文化財件数 | 国内法上の指定文化財件数 | 国内法上の指定文化財件数                                                                                | 国宝4件 重要文化財23件 | 史跡7件 史跡及び名勝1件 名勝1件 天然記念物4件 天然記念物及び名勝1件 |
| 登録資産数               | 登録資産数               | 登録資産数               | 登録資産数                                                                                              | 27件 | 14件 |

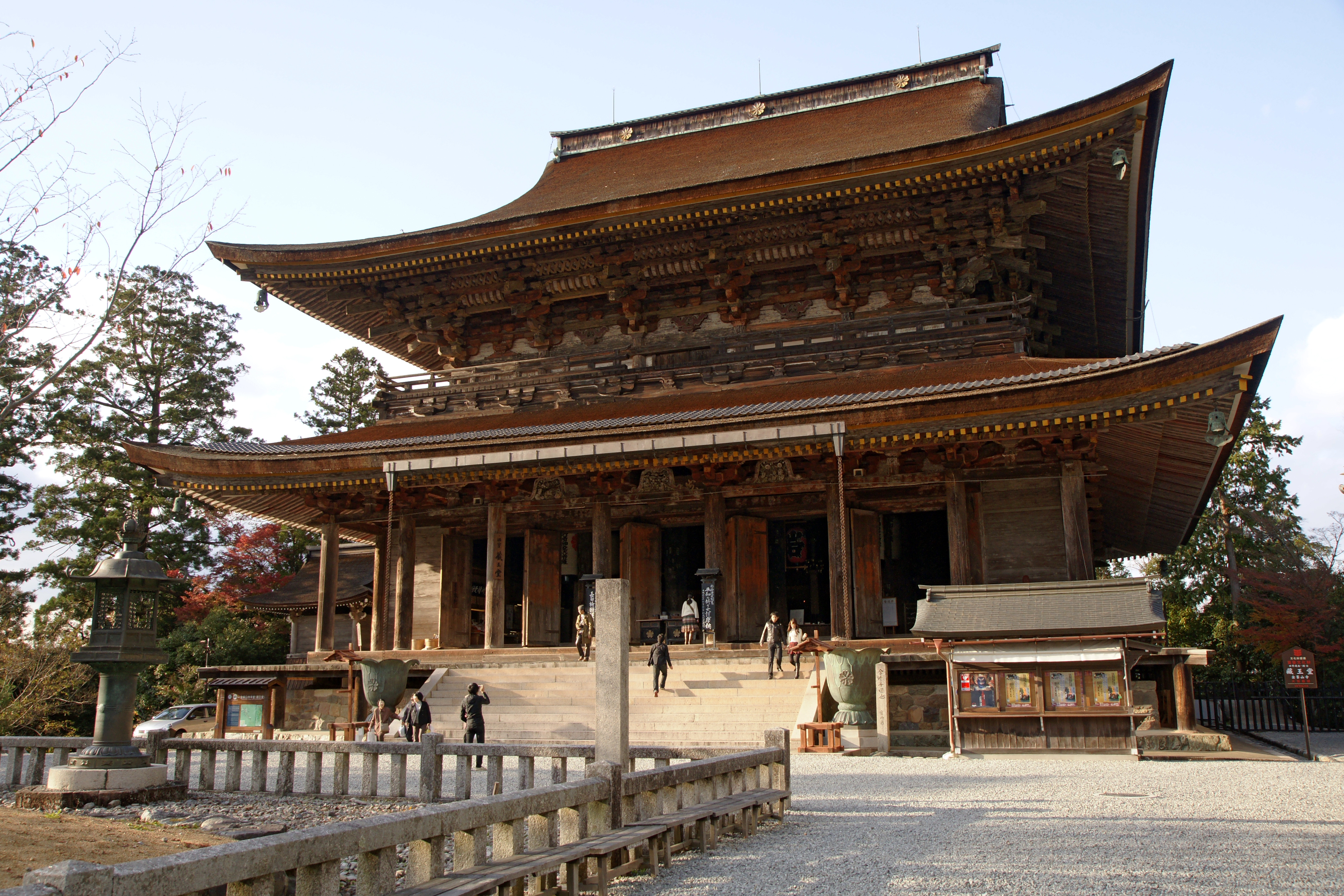
吉野の中心的存在、金峯山寺蔵王堂
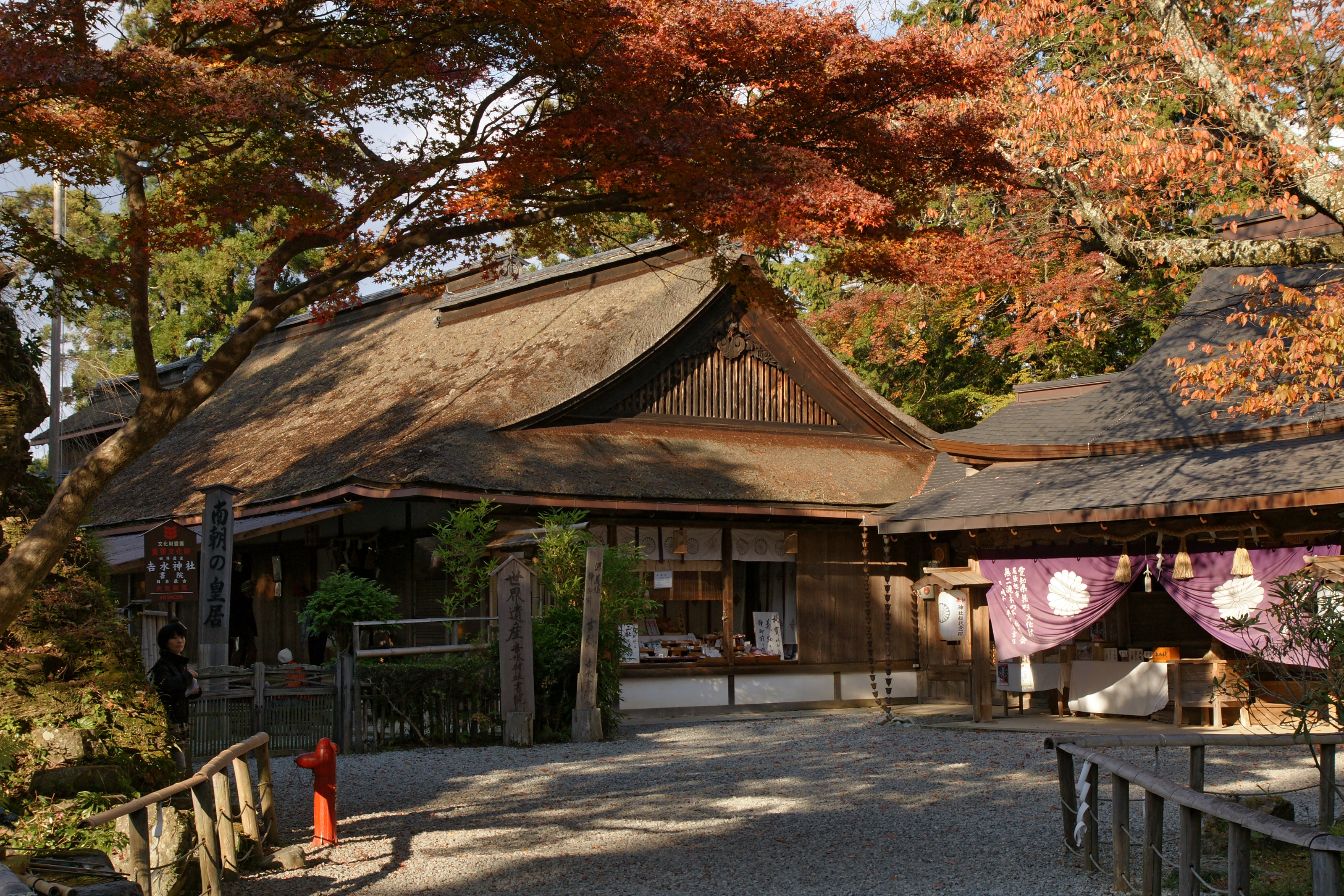
吉水神社
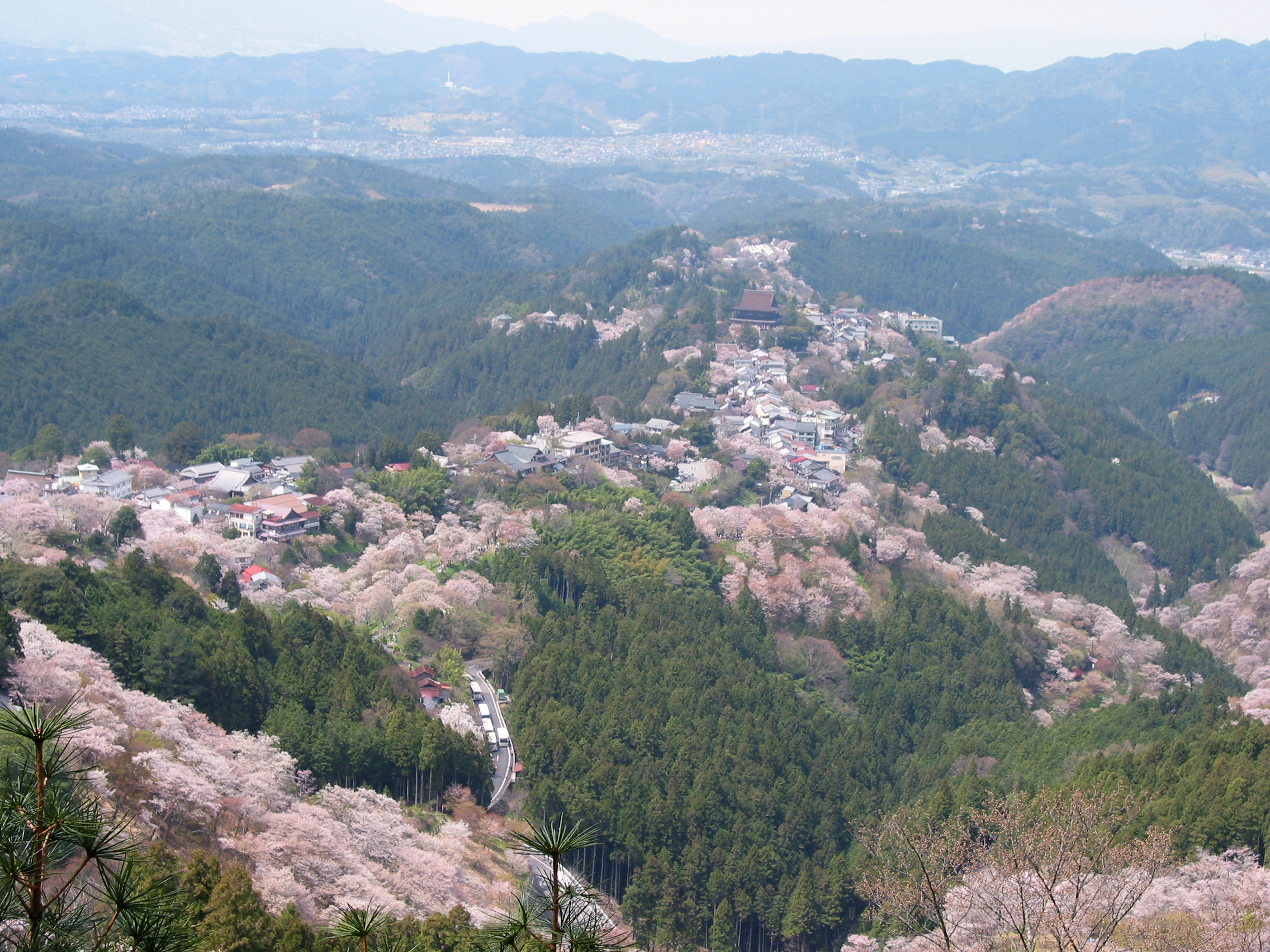
吉野山
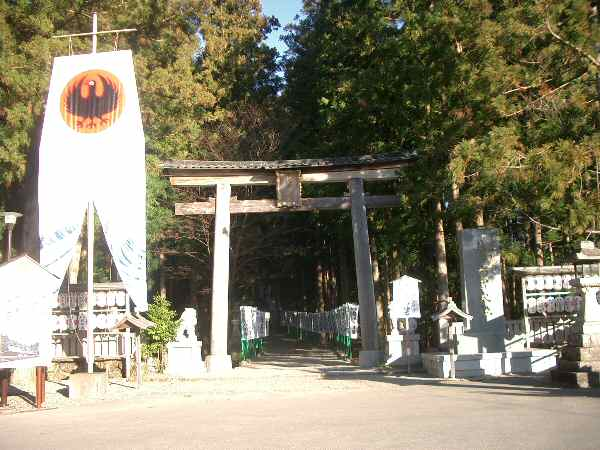
熊野本宮大社
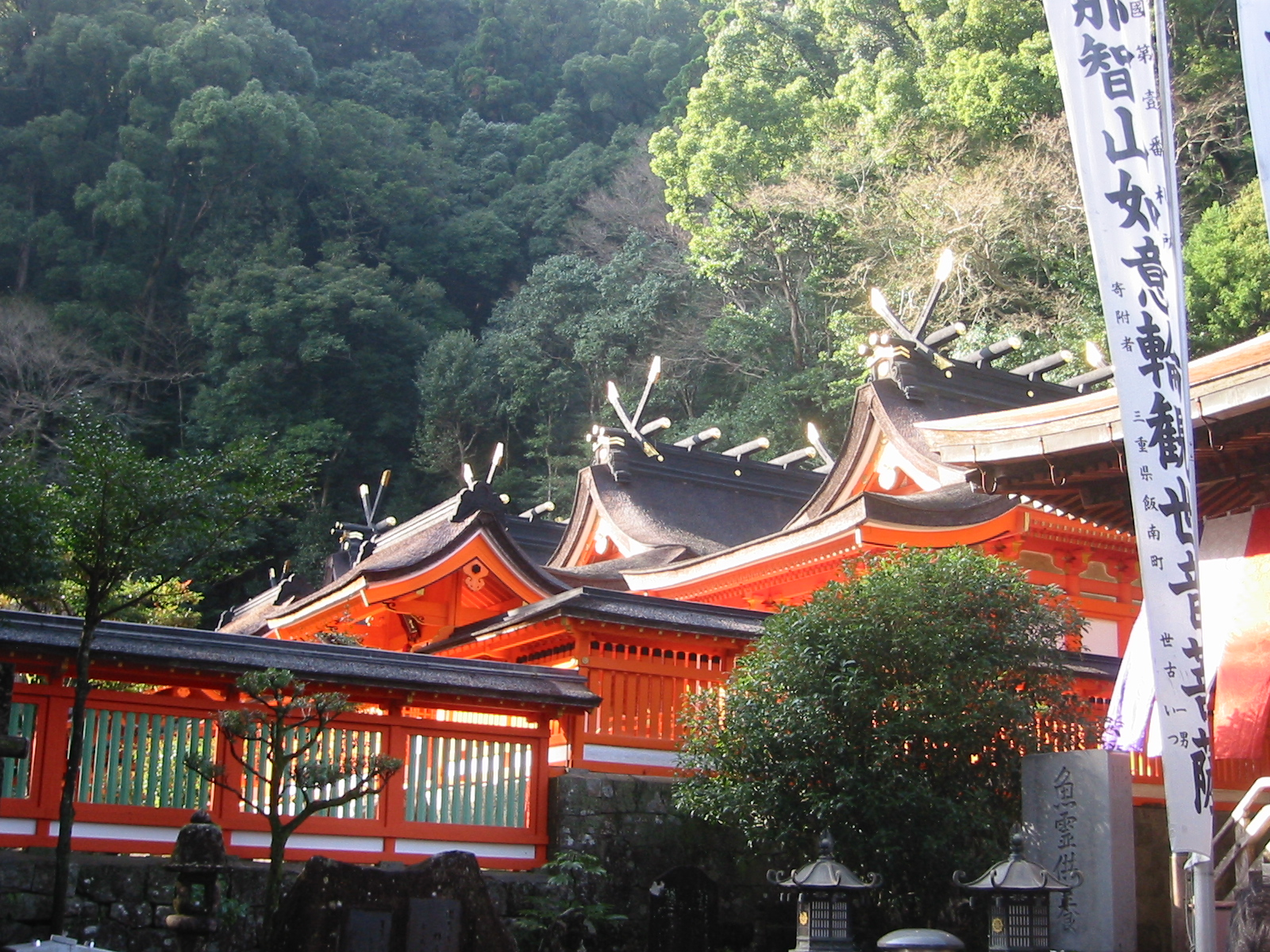
熊野那智大社
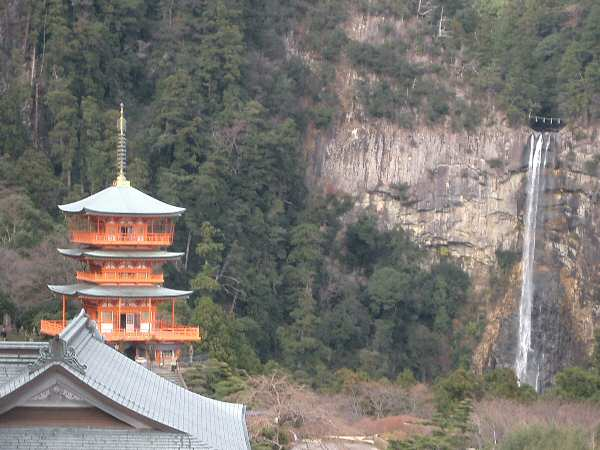
青岸渡寺
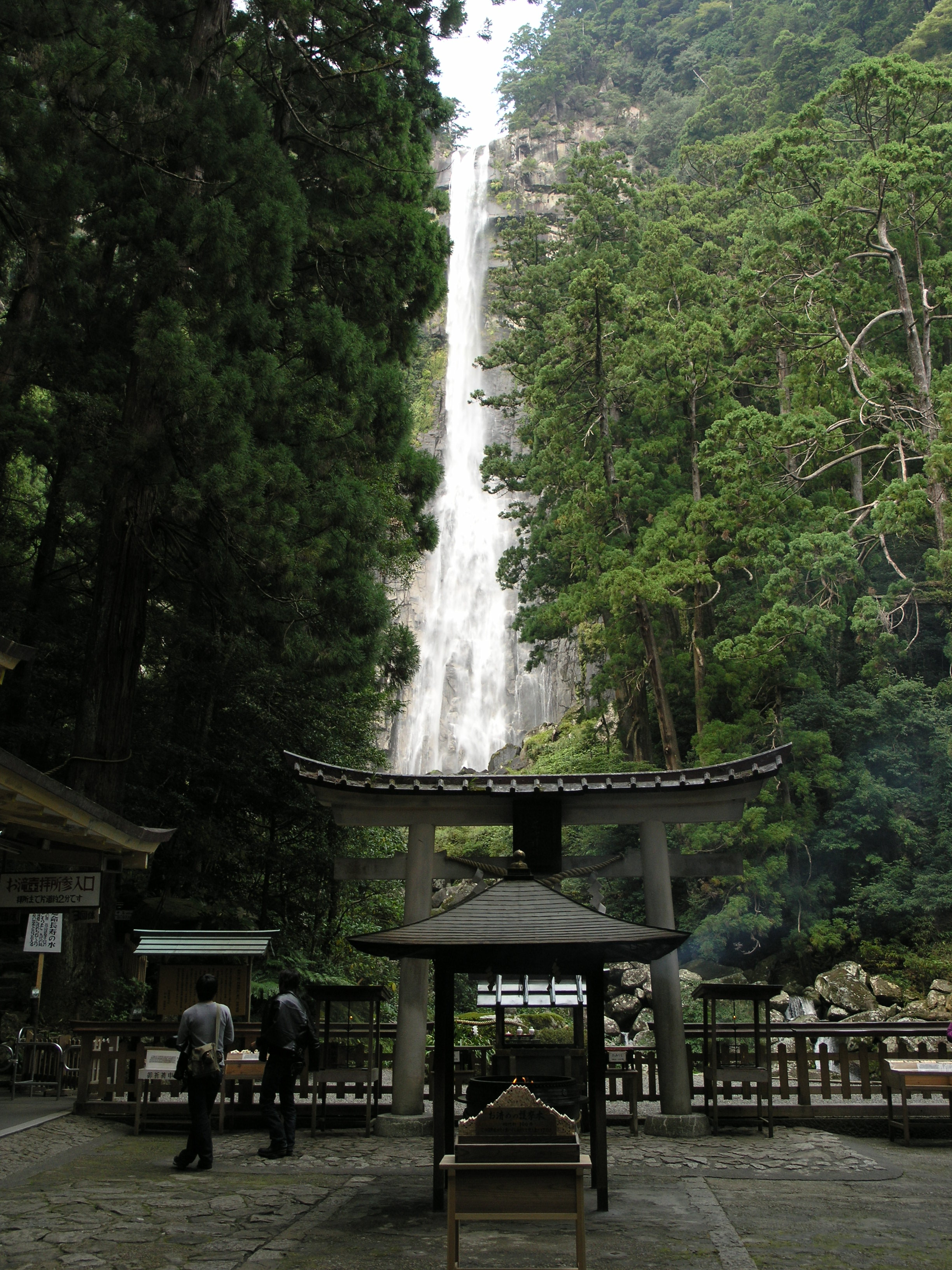
那智滝
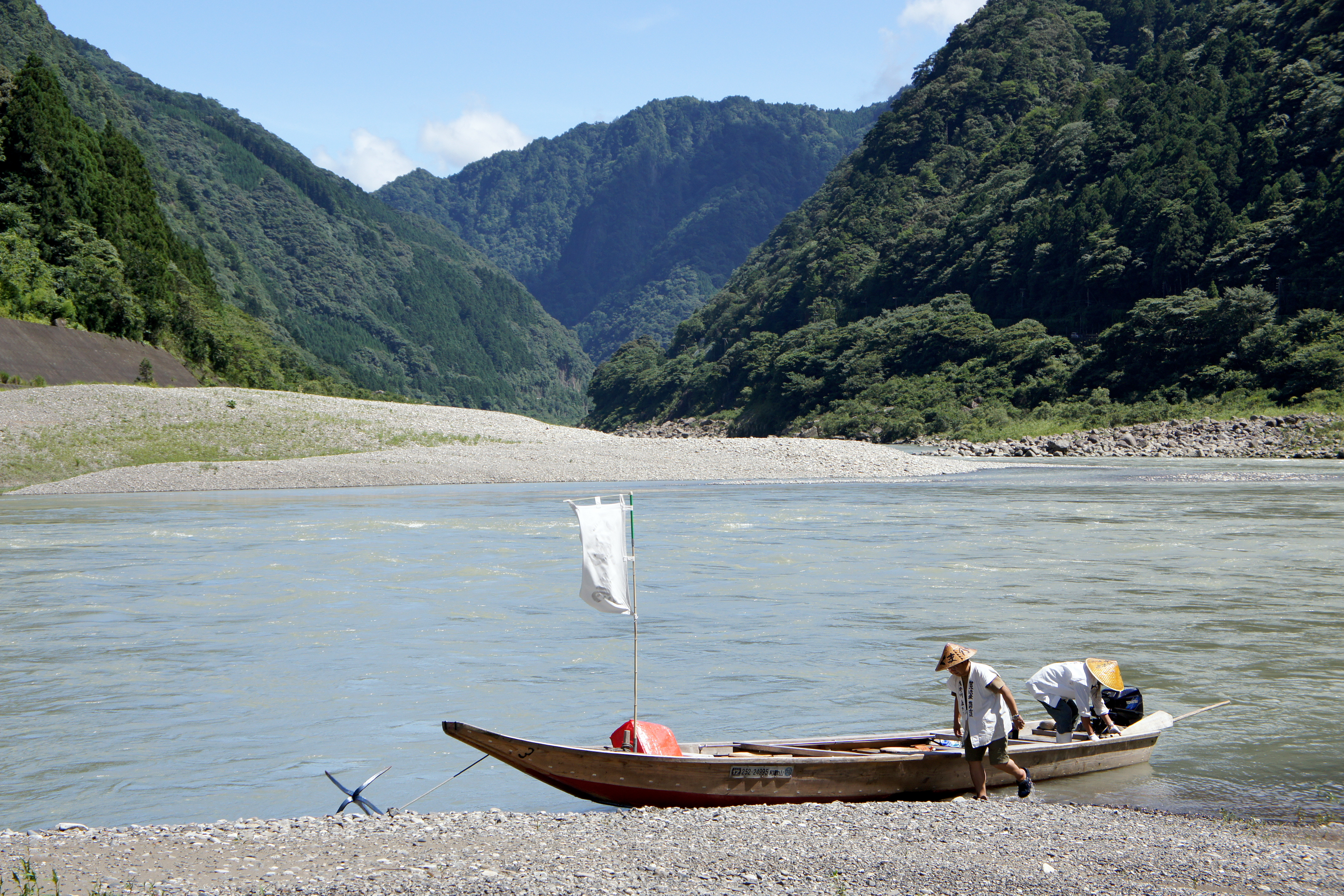
熊野川
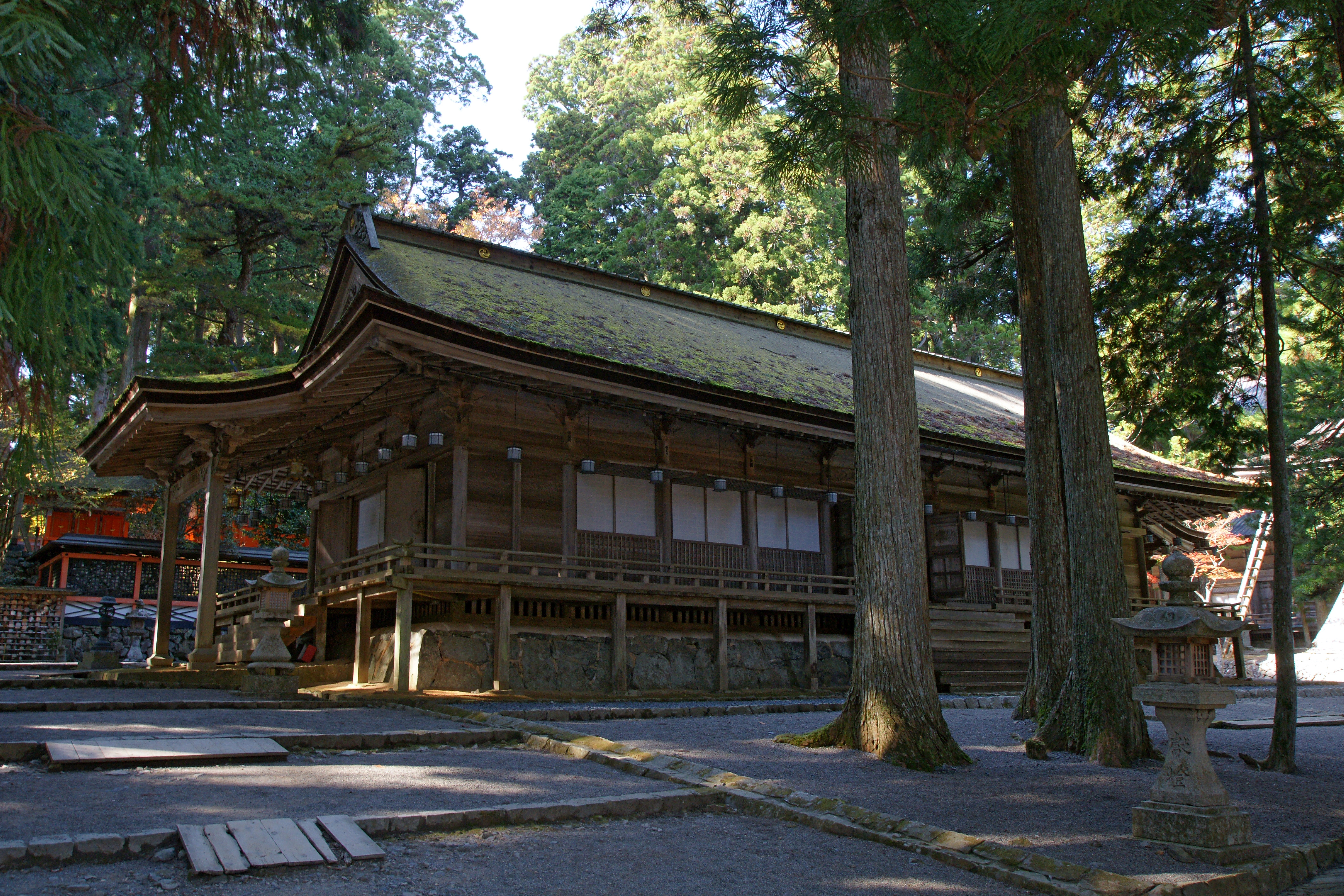
高野山 金剛峯寺山王堂
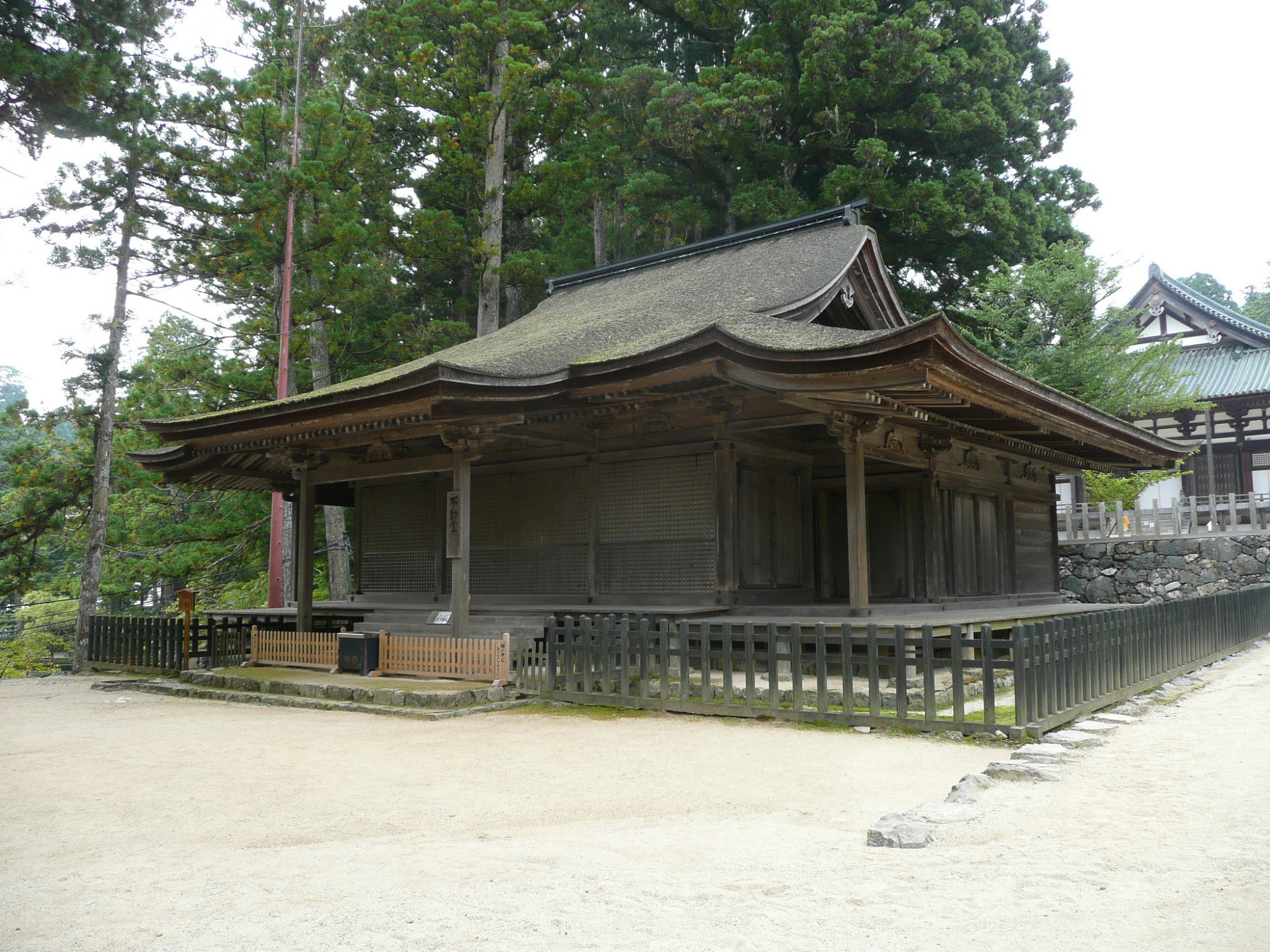
高野山 金剛峯寺不動堂
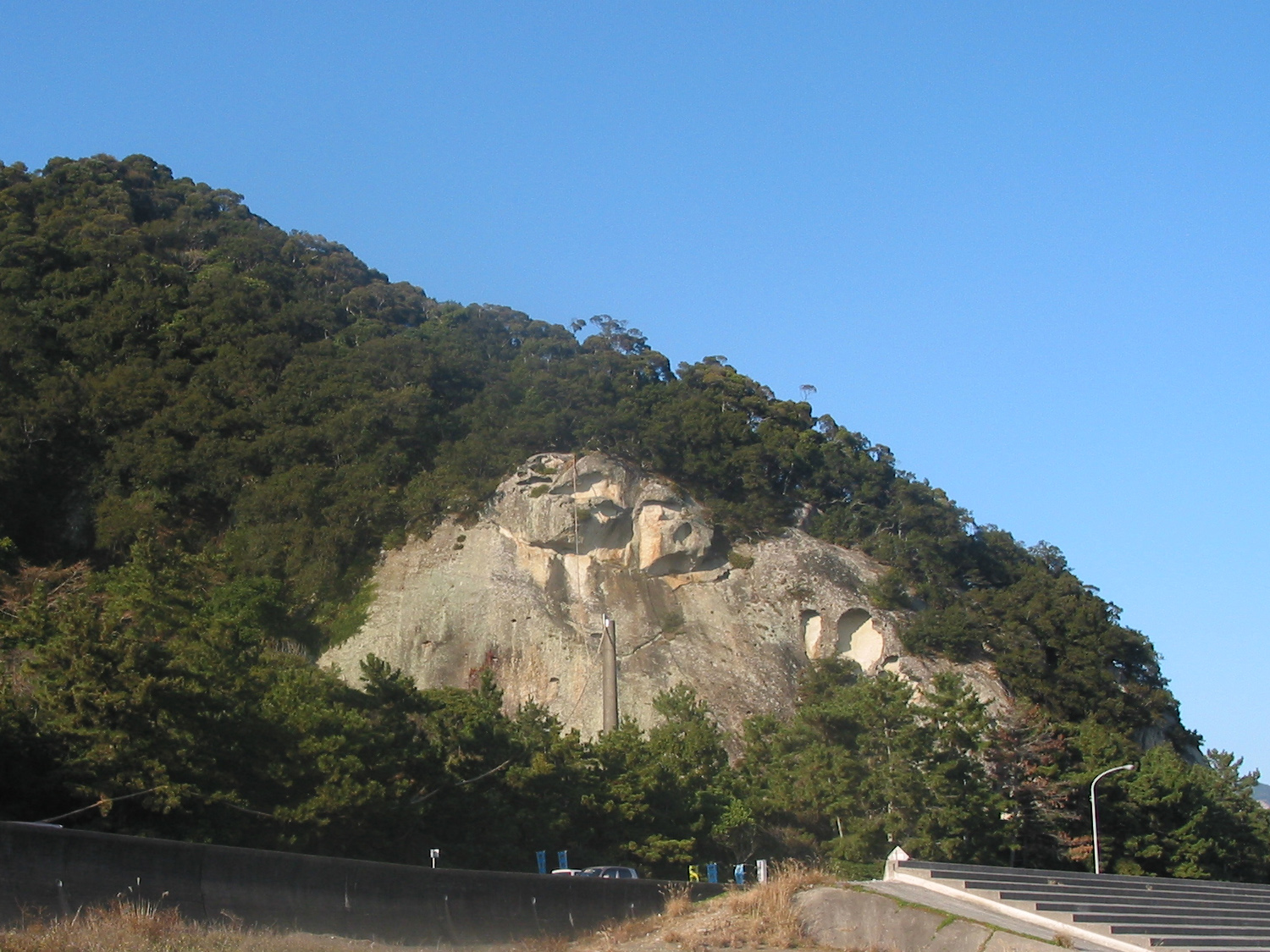
花窟神社

## 関連する公的な動き

### 和歌山県の姉妹道提携
世界遺産として登録された「道」の先例であるサンティアゴ・デ・コンポステーラの巡礼路の最終地であるスペインのガリシア州と、熊野古道の最終地である和歌山県とは、古道の最終地としての永続的な友好関係を確立するため、1998年10月9日に両古道の姉妹道提携を締結した。その後、熊野古道を含む「紀伊山地の霊場と参詣道」もユネスコの世界遺産に登録されたため、道の世界遺産どうしの交流を続けている。

### 和歌山県の世界遺産条例
2005年3月、和歌山県世界遺産条例が制定された。

### 登録範囲の変更
熊野参詣道の世界遺産登録範囲を追加する申請が2016年（平成28年）1月にユネスコ世界遺産センターへ提出され、トルコのイスタンブールで開催された第40回世界遺産委員会で審議予定であったが、クーデター未遂事件により審議延期となり、10月26日にフランス・パリのユネスコ本部で再開された継続会議において登録が承認された。
追加対象は、中辺路から北郡越、長尾坂、潮見峠越、赤木越、小狗子峠、かけぬけ道、八上王子跡、稲葉根王子跡、阿須賀王子跡、大辺路から富田坂、タオの峠、新田平見道、富山平見道、飛渡谷道、清水峠、二河峠、駿田峠、闘鶏神社、高野参詣道から三谷坂（丹生酒殿神社を含む）、京大坂道不動坂、黒河道、女人道で、追加区間の総延長は40.1kmである。沿道自治体として橋本市・上富田町・串本町が加わった。

三谷坂
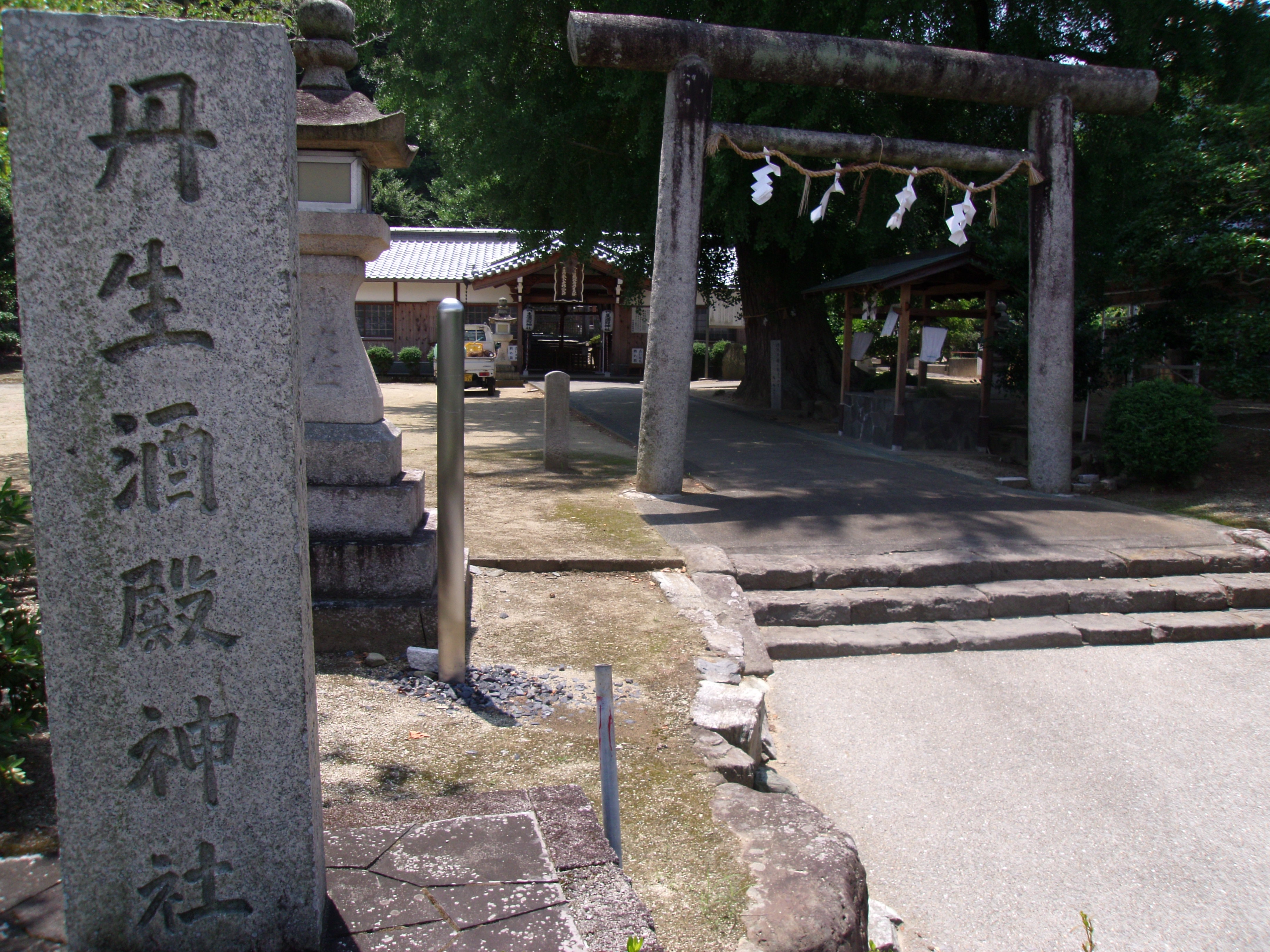
丹生酒殿神社
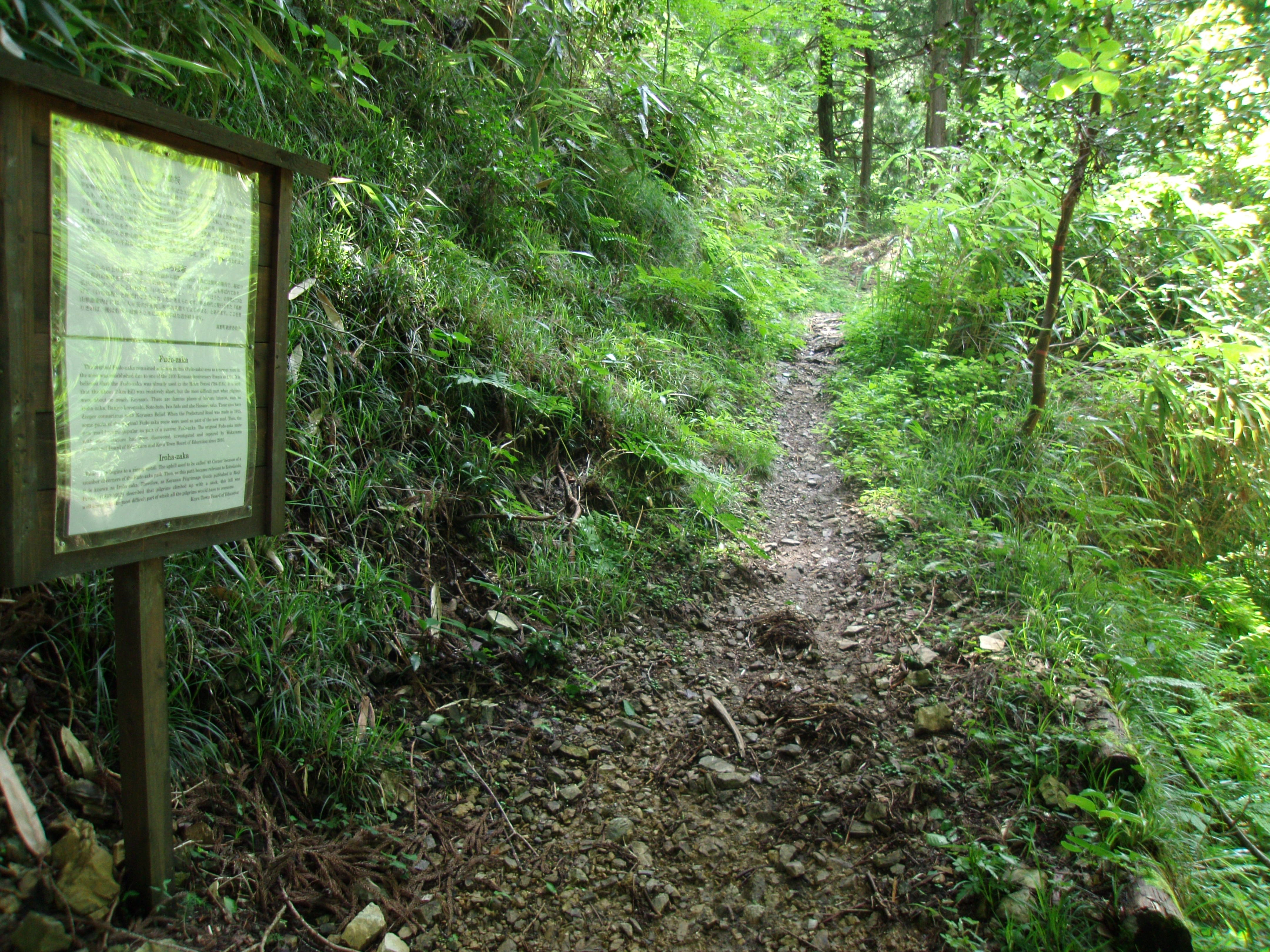
京大坂道不動坂旧道
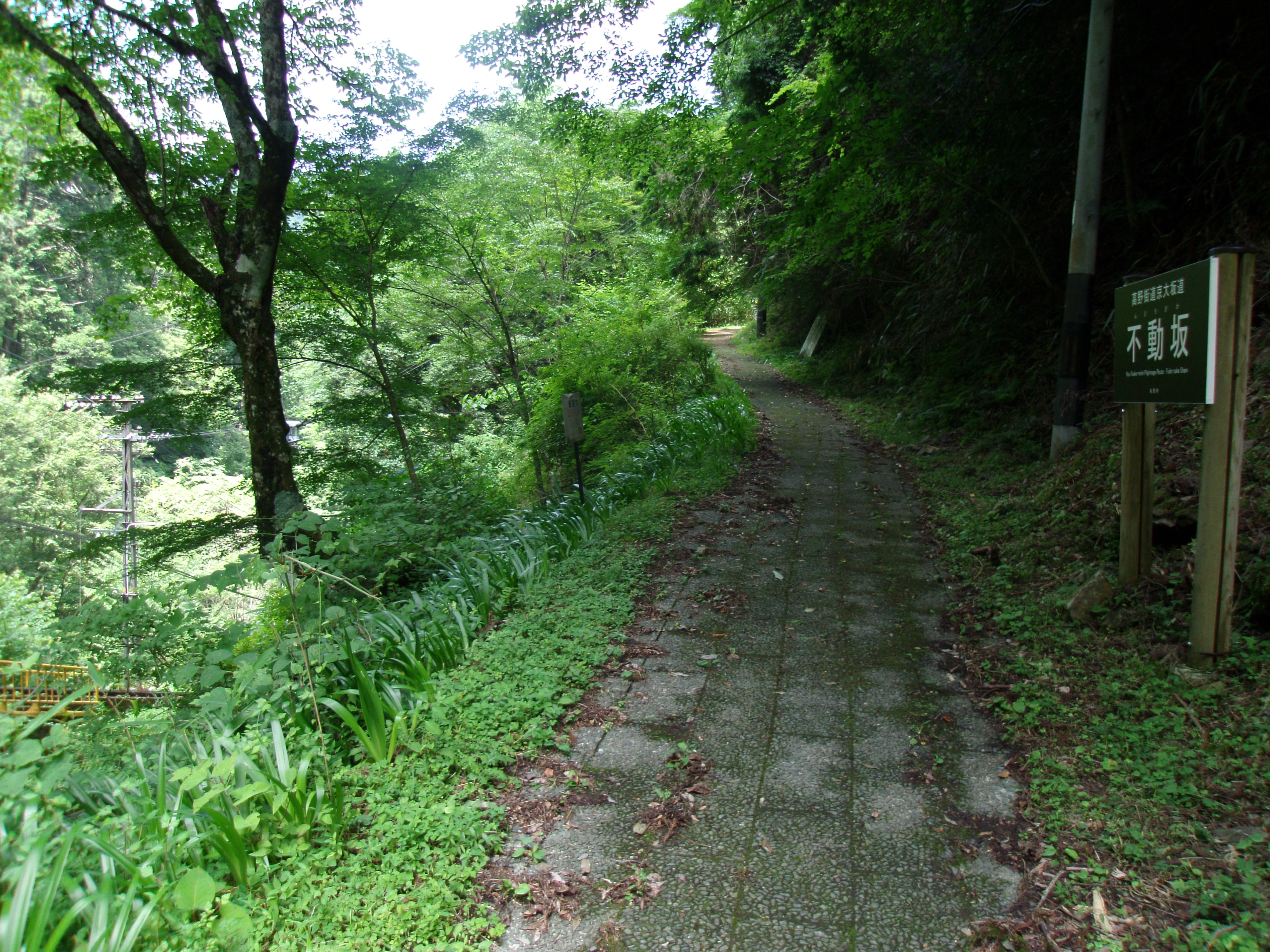
京大坂道不動坂新道
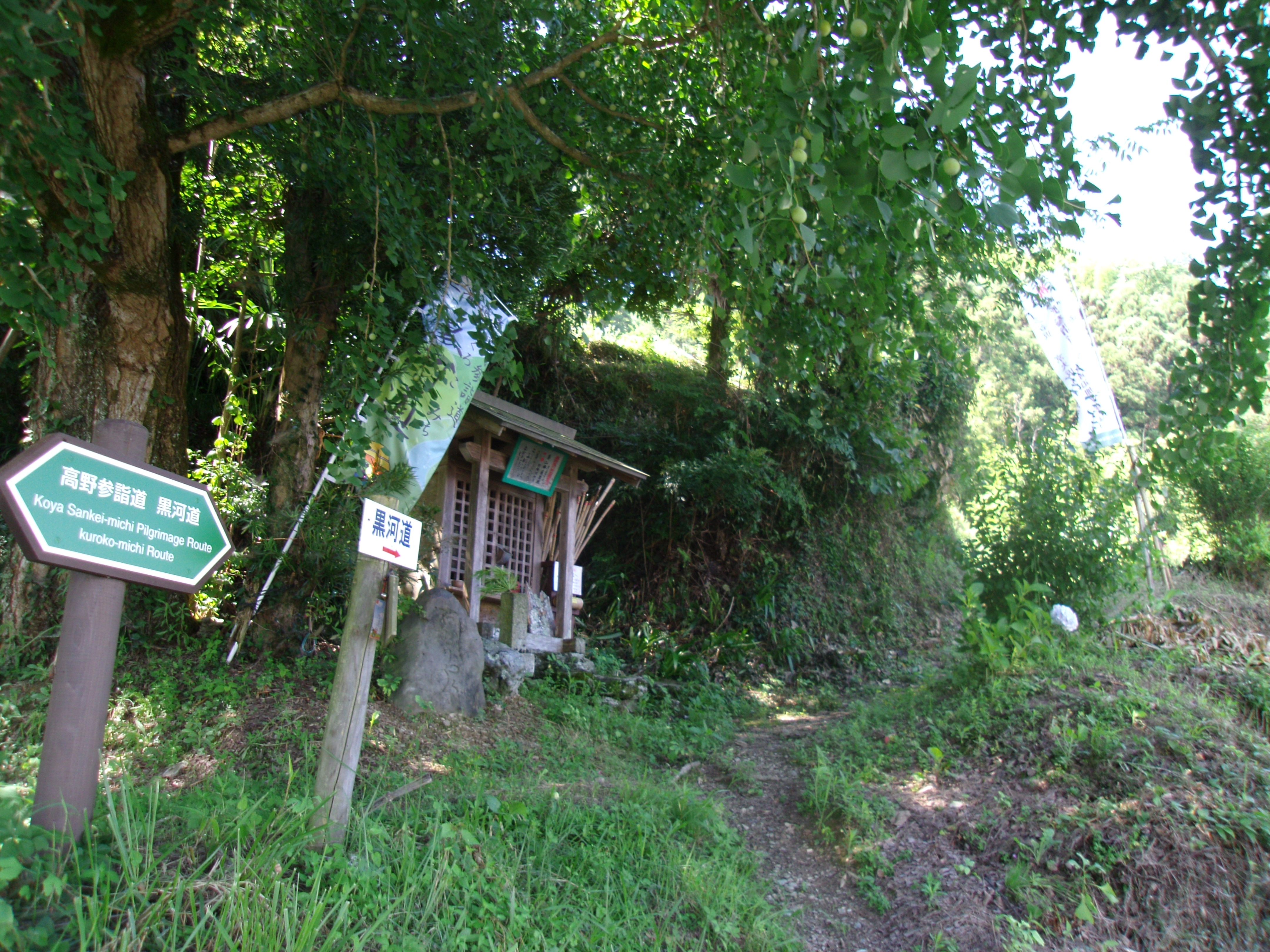
黒河道の登り口
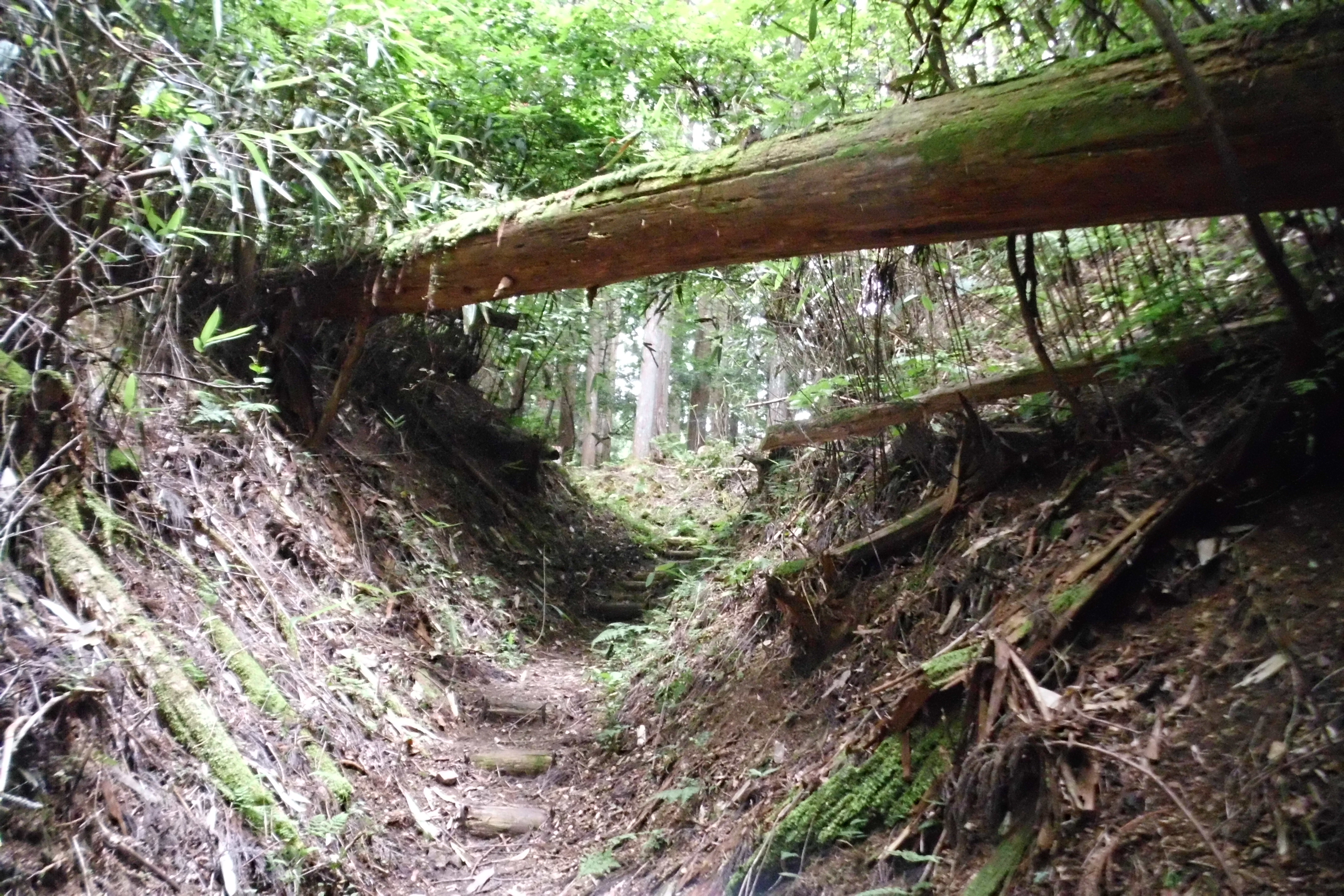
女人道

### 日本遺産
熊野参詣道の内、唯一世界遺産に登録されていない紀伊路に関し、2015年制定の日本遺産に「絶景の宝庫 和歌の浦」の構成資産として海南市の紀伊路藤白坂、藤白塔下王子跡、藤白神社（藤代王子）が2017年に認定され、これを足掛かりに世界遺産を目指す方針を表明している。

### 再追加登録を目指して
2016年の追加登録の際、紀伊路も含める準備が進められたが、保全状況が不十分として見送られた経緯がある。その後、紀伊路での文化財指定や景観保全が進められていることから、 機運が高まっている。また、「熊野中道」と形容される古座街道、旧道のルートが不明なままの区間や埋没したままの箇所がある大辺路での「熊野古道大辺路刈り開き隊」などによる古道の追加確認、さらに奥辺路の提唱と顕彰などもあり、さらなる拡張登録を目指す動きもある。
同様に2016年の追加登録に網羅されなかった伊勢路も、熊野川と並走する川端（川又）街道や紀伊長島以北の未登録区間の推薦を目指す動きもあり、三重県議会の2022年（令和4年）11月定例月会議において推薦を急ぐべきとの質問に対して教育長が「世界遺産委員会が新規登録と同様の手続きや審議が必要な”重大な変更”と判断するかもしれない」という可能性を文化庁から聞かされたとの答弁をし、一筋縄ではいかない実状があることが明らかになった。
伊勢路に関しては、紀伊長島町のツヅラト峠と大紀町の荷坂峠以北区間の内、大紀町の三瀬坂峠、大紀町と大台町に跨る三瀬の渡し、大台町の殿様井戸・猿木坂・不動谷の道（馬鹿曲がり）・千福寺、多気町の女鬼峠、玉城町の石仏庵を2025年度中に国指定史跡への追加指定を目指し、それを足掛かりに世界遺産への追加登録とする計画が明らかになった。登録されれば石仏庵を最東端として伊勢神宮まで直線で約7キロのところまで延伸されることになり、名実ともに伊勢路となる。

## ガイダンス施設
世界遺産条約第5条にある「文化遺産及び自然遺産の保護、保存及び整備の分野における全国的、または地域的な研修センターの設置」という条文に基づく「来訪者施設（ビジターセンター）の整備及び個々の資産における説明と情報提供を行う場所」として、和歌山県世界遺産センターと三重県立熊野古道センターが設置されたが、奈良県では未設置である。

## 問題

### 地権者との対立
三重県尾鷲市で遺産登録地域の地権者が、抗議の意を込めて所有山林の立ち木に落書きをしており問題になっていた。一般的ないたずらの落書きとは違い、抗議が目的であるために強硬な措置は取られず話し合いにより解決する方向だった。これは、地権者に対する事前説明がなされずに遺産登録されたため、市教育委員会や市側の対応に不信感を持ったことによる抗議行動であった。抗議文は、平成21年にこの地権者の手によって消去された。

### 観光地化による影響
遺産本体部分やその緩衝地帯、さらには（世界遺産には含まれないが）その周辺地域での損壊が絶えない。特に、参詣道跡である熊野古道周辺でそれが著しい。また、世界遺産登録後、観光客の殺到によって一部の遺産では荒廃が進んでいる（観光公害）との指摘もある。

### 女人禁制の問題
世界遺産登録に際して大峰山の女人禁制が問題視され、登録の前後に再び女人禁制廃止に関する議論が高まり、2003（平成15）年12月には登録に反対する「『大峰山女人禁制』の開放を求める会」が設立され、翌年内閣府に12234筆の署名が提出された。こうした反対運動が行われていたにもかかわらず、世界遺産に登録された。

### 関西電力の風力発電計画
2005年1月、関西電力は果無山脈に風力発電のための風車を建設する計画を発表した。果無山脈は遺産にも緩衝地帯にもあたらないが、熊野古道から容易に眺望しうるため景観に悪影響を与える恐れがある。また、果無山脈それ自体が近隣の河川（熊野川、日置川、富田川、日高川）の分水嶺となっており、工事による河川への悪影響が懸念されている。

### 古道の「整備」
中辺路・大辺路を中心に2002年頃から数度にわたり、地元自治体の公共事業（古道の整備を目的とする）、古道とその周辺での植生の刈り払いが何度か行われたが、景観の悪化や、貴重な照葉樹林の損失など、むしろ弊害が大きく批判の対象となっている。加えて、いくつかの事例には和歌山県が関与している他、国の緊急地域雇用創出特別基金事業の下で行われた県の公共事業「緑の雇用事業」の一環であるものもあるなど、行政当局の遺産保護に対する姿勢や「縦割り」の弊害を問う声があがっている。
古道整備に伴うアクセシビリティを求める声と、文化財として改変には否定的な見解の対立もある。

### 森林の無断伐採
2011年に、熊野速玉大社の所有に掛かる山林が、同大社や新宮市教育委員会などの許可を得ないまま無断で伐採されていたことが判明した。地元住民から「日当たりが悪い」などの苦情を受けた地元森林組合が、森林の一部を伐採していた。